# 1877

## Събития
- 6 април – В Букурещ излиза първи брой на първия български всекидневник „Секидневний новинар“
- 24 април (12 април стар стил) – Руският император Александър II подписва в Кишинев манифест за обявяване на война на Турция, с което се слага началото на Руско-турската война (1877 – 1878)
- 16 юли – Руско-турска война (1877-1878): руските войски превземат Никопол
- 19 юли – Руско-турска война (1877-1878): руските войски превземат Шипченския проход
- 20 юли – Руско-турска война (1877-1878): начало на обсадата на Плевен от руските сили
- 19 юли-21 юли – Старозагорското клане и опожаряването на Стара Загора от войските на Сюлейман паша
- 21–26 август – Руско-турска война (1877-1878): руски и български части удържат Шипченския проход срещу неколкократно превъзхождаща ги османска армия
- 3 септември – Руско-турска война (1877-1878): руските войски превземат Ловеч
- 17 септември – Руско-турска война (1877-1878): руските войски отблъскват последната османска атака срещу Шипченския проход
- 24 октомври – Руско-турска война (1877-1878): след битката при Горни Дъбник Плевен е напълно обкръжен
- 10 декември – Руско-турска война (1877-1878): Осман паша се предава – край на обсадата на Плевен

## Родени
- Борис Тодев, български революционер († 1905 г.)
- Георги Данаилов, български просветен деец († 1928 г.)
- Константин Станишев, български лекар и политик († 1957 г.)
- Миле Попйорданов, български революционер († 1902 г.)
- Цено Куртев, български военен и революционер († 1905 г.)
- 2 януари – Слава Рашкай, хърватска художничка († 1906 г.)
- 22 януари – Ялмар Шахт, германски икономист и политик († 1970 г.)
- 26 януари
  - Михаил Герджиков, български революционер († 1947 г.)
  - Кес ван Донген, нидерландски художник († 1968 г.)
- 7 февруари – Годфри Харолд Харди, английски математик († 1947 г.)
- 12 февруари – Кръстьо Асенов, български революционер († 1903 г.)
- 14 февруари – Едмунд Ландау, немски математик († 1938 г.)
- 17 февруари – Андре Мажино, френски политик и военачалник († 1932 г.)
- 25 февруари – Ерих Мориц фон Хорнбостел, етномузиколог и музикален теоретик († 1935 г.)
- 3 март – Йордан Захариев, български географ и етнолог († 1965 г.)
- 8 март – Александър Яшченко, руски юрист († 1934 г.)
- 18 март – Едгар Кейси, американски паралечител († 1945 г.)
- 20 март – Цено Тодоров, български художник – живописец († 1953 г.)
- 17 април – Коце Ципушев, български революционер († 1968 г.)
- 3 май – Карл Абрахам, германски психоаналитик и психиатър († 1925 г.)
- 21 май – Николай Кун, руски историк и писател († 1940 г.)
- 26 май – Айседора Дънкан, американска танцьорка († 1927 г.)
- 28 май – Максимилиан Волошин, руски поет († 1932 г.)
- 4 юни – Хайнрих Виланд, германски физик († 1957 г.)
- 7 юни
  - Петър Ацев, български революционер († 1939 г.)
  - Чарлз Гловър Баркла, английски физик († 1944 г.)
- 20 юни – Марко Иванов, български революционер († 1933 г.)
- 2 юли – Херман Хесе, немски писател († 1962 г.)
- 18 юли – Елин Пелин, български писател († 1949 г.)
- 28 юли – Васил Коларов, български политик († 1950 г.)
- 8 август – Илия Балтов, български военен и революционер († 1934 г.)
- 28 август – Димитър Дечев, български класически филолог († 1958 г.)
- 1 септември – Франсис Уилям Астън, английски физик и химик († 1945 г.)
- 11 септември – Феликс Дзержински, революционер и политик († 1926 г.)
- 24 октомври – Ернст Милк, финландски композитор († 1899 г.)
- 9 ноември – Мохамед Икбал, индийски ислямски поет, духовен баща на пакистанската нация († 1938 г.)
- 22 ноември – Ендре Ади, унгарски поет († 1919 г.)
- 23 ноември – Никола Карев, български революционер († 1965 г.)
- 25 декември – Сава Михайлов, български революционер († 1905 г.)

## Починали
- Киряк Държилов, български печатар (* ? г.)
- февруари – Тодор Банчев, български хайдутин (* ? г.)
- 4 януари – Корнелиус Вандербилт, американски предприемач и филантроп (* 1794 г.)
- 21 януари – Александър Брюлов, руски архитект и художник (* 1798 г.)
- 24 януари – Йохан Кристиан Погендорф, германски физик (* 1796 г.)
- 15 февруари – Райко Жинзифов, български поет (* 1839 г.)
- 15 юли – Цачо Шишков, български доброволец (* 1837 г.)
- 17 юли – Лукан Лилов, български революционер (* 1802 г.)
- 19 юли – Павел Калитин, руски офицер (* 1846 г.)
- 31 август – Фьодор Горталов, руски офицер (* 1839 г.)
- 3 септември – Адолф Тиер, френски политик и историк (* 1797 г.)
- 13 септември – Алешандре Еркулану, португалски писател (* 1810 г.)
- 17 септември – Уилиам Фокс Талбот, английски изобретател (* 1800 г.)
- 23 септември – Юрбен Льоверие, френски математик (* 1811 г.)
- 29 октомври – Павел Бобеков, български революционер (* 1852 г.)
- 2 ноември – Фридрих фон Врангел, пруски генерал (* 1784 г.)
- 16 ноември – Александър Попов, руски историк (* 1820 г.)
- 12 декември – Жузе ди Аленкар, бразилски писател (* 1829 г.)
- 31 декември – Гюстав Курбе, френски живописец (* 1819 г.)